# Шоала
Шоала (рум. Șoala) — село у повіті Сібіу в Румунії. Входить до складу комуни Аксенте-Север.
Село розташоване на відстані 230 км на північний захід від Бухареста, 31 км на північ від Сібіу, 94 км на південний схід від Клуж-Напоки, 113 км на північний захід від Брашова.

## Населення
За даними перепису населення 2002 року у селі проживали 314 осіб.
Національний склад населення села:
| Національність | Кількість осіб | Відсоток |
| -------------- | -------------- | -------- |
| румуни         | 301            | 95,9%    |
| німці          | 8              | 2,5%     |
| цигани         | 5              | 1,6%     |

Рідною мовою назвали:
| Мова      | Кількість осіб | Відсоток |
| --------- | -------------- | -------- |
| румунська | 308            | 98,1%    |
| німецька  | 6              | 1,9%     |